# Греково (Миллеровский район)
Гре́ково — слобода в Миллеровском районе Ростовской области. Входит в состав Сулинского сельского поселения.

## География

### Улицы
| - Восточная ул. - Грузская ул. - Зелёная ул. - Клубная ул. | - Молодёжная ул. - Речная ул. - Садовая ул. - Садовая 2-я ул. | - Центральная ул. - Школьная ул. - Юбилейная ул. |

## История
Слобода Греково на реке Полной возникла в 1751 году. В 1819—1822 годах в слободе, принадлежавшей старшинской вдове Петра Грекова, в 60 дворах проживало 205 жителей м. п. и 176 ж. п.
В 1873 году в слободе была построена церковь Жён Мироносиц. В 1911 году к Мироносицкой церкви была приписана Николаевская церковь при станции Миллерово Юго-восточной железной дороги Миллерово-Глубокинского посёлка Мальчевско-Полнинской волости Донецкого округа Области Войска Донского.

## Население
| 2010 |
| ---- |
| 629  |